# VI. sjezd Komunistické strany Číny

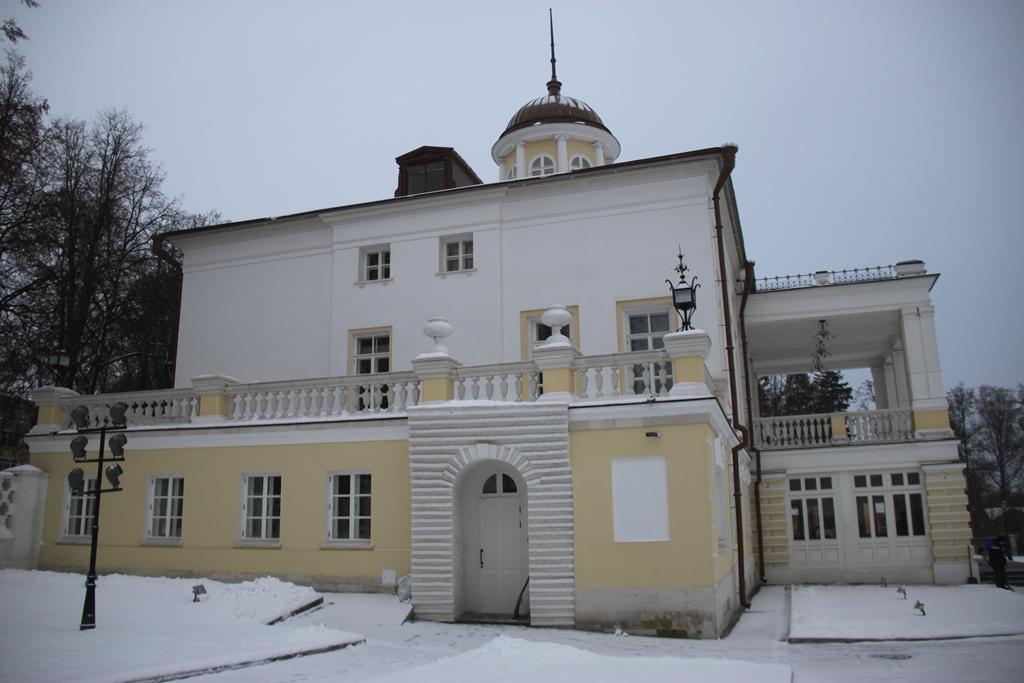
Místo konání VI. sjezdu ve vsi Nikolskoje u Moskvy, od roku 2016 muzeum sjezdu

VI. sjezd Komunistické strany Číny (čínsky pchin-jinem Zhōngguó Gòngchǎndǎng dìliùcì quánguódàibiǎodàhuì, znaky zjednodušené 中国共产党第六次全国代表大会) proběhl ve vsi Nikolskoje u Moskvy ve dnech 18. června – 11. července 1928. Sjezdu se zúčastnilo 84 delegátů s hlasem rozhodujícím a 34 s hlasem poradním zastupujících 130 tisíc členů Komunistické strany Číny.
Pravicový převrat vůdce Kuomintangu generála Čankajška v dubnu 1927 byl pro komunistickou stranu těžkým úderem. Strana se do té doby orientovala na spojenectví s Kuomintangem, od dubna 1927 naopak Kuomintangská armáda a policie komunisty systematicky likvidovala, tisíce jich byly zabity anebo uvězněny, na území ovládaném Kuomintangem strana přešla do ilegality. provedení sjezdu v Číně bylo proto riskantní. V Moskvě na jaře 1928 proběhl IV. kongres Rudé odborové internacionály, v létě 1928 VI. kongres Kominterny a V. kongres Komunistické internacionály mládeže. Těchto kongresů se účastnily delegace KS Číny, vedení čínských komunistů proto usoudilo, že je vhodné využít příležitosti a provést sjezd strany v Moskvě.
Sjezd probíhal ve Rtiščevově usedlosti ve vsi Nikolskoje (nyní Pervomajskoje) u Moskvy (roku 2012 bylo Pervomajskoje začleněno do Moskvy, do té doby leželo v Moskevské oblasti). Organizaci měl na starosti funkcionář Kominterny Pavel Mif, pomáhali mu studenti Sunjatsenovy univerzity pracujících Číny v Moskvě.
Cílem sjezdu bylo zhodnocení situace v Číně po rozpadu jednotné fronty a stanovit politiku strany v nové situaci. Dosavadní vedení KS Číny bylo ostře zkritizováno (také ze strany Nikolaje Bucharina, zastupujícího Kominternu), Čchen Tu-siou byl označen za pravicového oportunistu zodpovědného za neúspěch revoluce, Bucharin kritizoval i Čchü Čchiou-paje za levičácký „pučismus“. Sjezd soudil, že čínská společnost je stále polokoloniální a polofeudální a čínská revoluce v dané etapě buržoazně-demokratická. Jako cíle revoluce stanovil získání nezávislosti a sjednocení země; likvidaci pozůstatků feudalismu; svržení moci Kuomintangu a nastolení sovětské vlády, revolučně-demokratické diktatury dělnické třídy a rolnictva.
Sjezd vypracoval desetibodový program demokratické revoluce. Vzhledem k nepříznivé aktuální politické situaci soudil, že v nejbližší době úkolem strany nebude organizace všeobecných povstání, ale postupné získání mas a příprava nové revoluční vlny. Poprvé byl přijat rozpracovaný agrární program, předpokládající konfiskaci statkářské půdy a její předání drobným rolníkům a bezzemkům.
Sjezd zvolil 6. ústřední výbor o 23 členech a 13 kandidátech, generálním tajemníkem výboru byl zvolen Siang Čung-fa. Ústřední výbor poté k běžnému řízení strany vybral 6. politbyro o sedmi členech a sedmi kandidátech.